# Paolo Chiavacci
Paolo Chiavacci (Firenze, 26 luglio 1962) è un violinista italiano.
Ha studiato violino con Sandro Materassi, diplomandosi con il massimo dei voti presso il Conservatorio Luigi Cherubini di Firenze.
È primo violino e fondatore del Quartetto Fonè; il quartetto, formatosi sotto la guida di Franco Rossi, violoncellista del Quartetto Italiano, dopo varie affermazioni in concorsi Nazionali (Trapani, Stresa, Palmi) nel dicembre 1991 ha vinto il 2º Premio al Concorso Internazionale "D. Sostakovic" di San Pietroburgo. Da allora tiene concerti nelle maggiori stagioni concertistiche italiane (Milano "Teatro alla Scala", Venezia "Teatro La Fenice", Maggio Musicale Fiorentino etc.), negli Stati Uniti, Germania, Austria, Grecia, Giappone, collaborando anche con pianisti quali Pier Narciso Masi e Pietro De Maria. 
Paolo Chiavacci è docente di musica da camera presso il Conservatorio "B. Maderna" di Cesena.

## Discografia
- Alessandro Spazzoli: "L'Occidente nel labirinto", Musica da camera, Tactus, 2014   Marina Maroncelli e Margherita Pieri: soprani, Paolo Chiavacci: violino e viola, Yuri Ciccarese: flauto, Filippo Pantieri: pianoforte e clavicembalo

- Giorgio Federico Ghedini: "Architetture - Contrappunti", Marinaresca e Baccanale, Naxos Records, 2013 Paolo Chiavacci, violino, Riccardo Savinelli, viola, Giuseppe Scaglione, violoncello, Orchestra Sinfonica di Roma, direttore Francesco La Vecchia